# Iwan Stefanow

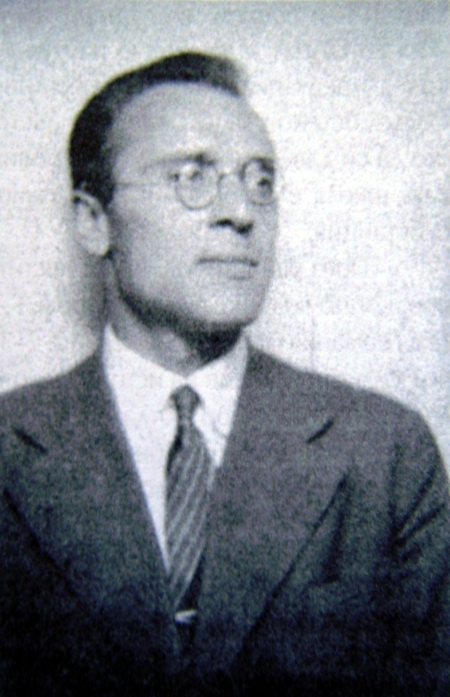
Iwan Mateew Stefanow, 1930

Iwan Mateew Stefanow (bulgarisch Иван Матеев Стефанов; * 15. März 1899 in Warna; † 11. Oktober 1980 in Sofia) war ein bulgarischer Wirtschaftswissenschaftler.

## Leben
Stefanow gehörte seit 1919 der Bulgarischen Kommunistischen Partei an. Er studierte in Berlin Staatswissenschaften und war von 1921 bis 1925 Mitglied der KPD. Ab 1937 war er in Swischtow und Sofia als Professor tätig. Stefanow war Mitglied der Bulgarischen Akademie der Wissenschaften.
In seinen wissenschaftlichen Arbeiten befasste er sich insbesondere mit Statistik, die er in Bulgarien wesentlich mit aufbaute und dem Einsatz der Mathematik in der ökonomischen Forschung. 
Er wurde als Held der Sozialistischen Arbeit, dem Orden Georgi Dimitrow und dem Dimitrow-Preis ausgezeichnet.

## Werke (Auswahl)
- Wirtschaftsentwicklung und Wirtschaftsplanung in Bulgarien, Tübingen 1971
- Bulgarien, Wien 1975